# Divinely Uninspired to a Hellish Extent
Divinely Uninspired to a Hellish Extent es el primer álbum de estudio del cantante y compositor británico Lewis Capaldi, lanzado el 17 de mayo de 2019 bajo el sello de Virgin EMI Records. El disco contiene un total de doce canciones, todas escritas por Capaldi, cuyas letras hablan sobre el desamor, reconocer los errores de una relación y el abuso de la confianza.
El álbum tuvo una buena respuesta crítica, acumulando 70 puntos sobre 100 en Metacritic. Comercialmente, alcanzó el puesto número 1 en Irlanda y el Reino Unido, así como los diez primeros en Alemania, Australia, Canadá, Noruega, Suiza, entre otros. Para su promoción fueron lanzados como sencillos los temas «Grace», «Someone You Loved», «Hold Me While You Wait» y «Before You Go», los cuales ingresaron a los diez primeros en Irlanda y el Reino Unido.
Por otra parte, estuvo nominado en la categoría de Álbum del Año en los premios Brit de 2020, mientras que «Someone You Loved» ganó en la categoría de Canción del Año.

## Recepción

### Comentarios de la crítica
En general, el álbum tuvo una buena respuesta por parte de la crítica especializada. En el sitio Metacritic, acumuló 70 puntos sobre 100, lo cual denota «reseñas mayormente favorables». El escritor Roisin O'Connor de The Independent le otorgó una calificación de 4 estrellas de 5 y mencionó que lo que más se destaca del álbum es principalmente la voz de Capaldi y la letra de las canciones, principalmente en canciones como «Don't Get Me Wrong» y «Lost on You». Asimismo, Ben Beaumont-Thomas de The Guardian le dio 3 estrellas de 5 y también alabó la voz del artista, describiéndola como «melancólica» y «poderosa». Sin embargo, consideró que la producción en general del disco carece de originalidad, pues varias de las melodías de piano recuerdan a «Someone like You» de Adele. Robert Christgau de la revista Vice dio comentarios positivos sobre la voz del cantante y las letras de las canciones, las cuales evocan variedad de sentimientos y una perspectivo de autoevaluación, que consideró como «inteligentes».

### Recibimiento comercial
En el Reino Unido, el álbum debutó en la cima del UK Albums Chart con 89 506 unidades vendidas, marcando el mayor debut del 2019. También consiguió vender más que el resto del top 10 de esa semana combinado. En total, consiguió mantenerse en la cima del listado por seis semanas no consecutivas. El álbum fue certificado con disco de oro por 100 mil unidades con solo una semana de estreno y más tarde con disco de platino por 300 mil en solo un mes. En Irlanda también tuvo un elevado índice de ventas, logrando el primer puesto con la mejor semana en ventas por un álbum debut masculino en la década, así como el mayor debut general del 2019. Asimismo, el disco se mantuvo por cuatro semanas consecutivas en el primer lugar.

## Sencillos
Capaldi comenzó la promoción del álbum con el lanzamiento del sencillo «Grace» el 21 de septiembre de 2018. El tema alcanzó la novena posición en las listas oficiales de Irlanda y el Reino Unido, y fue certificado con disco de platino por 600 mil unidades vendidas en este último. Posteriormente, publicó «Someone You Loved» el 8 de noviembre de 2018 y la canción se convirtió en un éxito en todo el mundo, alcanzando la primera posición en Irlanda y el Reino Unido, donde además se mantuvo por siete semanas en la cima. Fue también certificada doble platino en este último por exceder la cifra de 1.2 millones de unidades vendidas. Asimismo, la canción alcanzó el puesto 4 en Australia, donde obtuvo triple disco de platino por 210 mil unidades, mientras que en Nueva Zelanda también logró la casilla 4, además de recibir un disco de platino por 15 mil unidades. Solo dos semanas antes del lanzamiento del álbum, fue publicado el sencillo «Hold Me While You Wait», que se convirtió en su segundo éxito número 1 en Irlanda, además de alcanzar el puesto 4 en el Reino Unido, donde también fue certificado platino.

## Lista de canciones
- Edición estándar

| Divinely Uninspired to a Hellish Extent |                          |                                                                      |          |  |
| N.º                                     | Título                   | Escritor(es)                                                         | Duración |  |
| 1.                                      | «Grace»                  | Lewis Capaldi, Nick Atkinson, Edd Holloway                           | 3:03     |  |
| 2.                                      | «Bruises»                | Capaldi, James Earp                                                  | 3:38     |  |
| 3.                                      | «Hold Me While You Wait» | Capaldi, Jamie N Commons, Jamie Hartman                              | 3:26     |  |
| 4.                                      | «Someone You Loved»      | Capaldi, Samuel Romans, Thomas Barnes, Peter Kelleher, Benjamin Kohn | 3:02     |  |
| 5.                                      | «Maybe»                  | Capaldi, Atkinson, Holloway                                          | 3:30     |  |
| 6.                                      | «Forever»                | Capaldi, Joseph Janiak, Sean Douglas                                 | 3:30     |  |
| 7.                                      | «One»                    | Capaldi, Phil Cook, Tom Mann                                         | 2:59     |  |
| 8.                                      | «Don't Get Me Wrong»     | Capaldi, Hartman                                                     | 3:33     |  |
| 9.                                      | «Hollywood»              | Capaldi, Callum Stewart, Philip Plested, Kane Parfitt                | 3:11     |  |
| 10.                                     | «Lost on You»            | Capaldi, David Sneddon, Anu Pillai                                   | 3:15     |  |
| 11.                                     | «Fade»                   | Capaldi, James Ryan Ho                                               | 4:04     |  |
| 12.                                     | «Headspace»              | Capaldi                                                              | 5:06     |  |
| 42:26                                   |                          |                                                                      |          |  |

- Edición extendida

| Divinely Uninspired to a Hellish Extent |                          |                                          |          |  |
| N.º                                     | Título                   | Escritor(es)                             | Duración |  |
| 13.                                     | «Before You Go»          | Capaldi, Barnes, Plested, Kelleher, Kohn | 3:36     |  |
| 14.                                     | «Leaving My Love Behind» | Capaldi, Andrew Frampton, Max Farrar     | 3:31     |  |
| 15.                                     | «Let It Roll»            | Capaldi, Atkinson, Holloway              | 3:39     |  |
| 53:03                                   |                          |                                          |          |  |

## Posicionamiento en listas

### Semanales
| Alemania          | German Albums Chart      | 7  |
| Australia         | Australian Albums Chart  | 7  |
| Austria           | Austrian Albums Chart    | 6  |
| Bélgica (Flandes) | Ultratop 200 Albums      | 6  |
| Bélgica (Valonia) | Ultratop 200 Albums      | 54 |
| Canadá            | Canadian Albums          | 5  |
| Dinamarca         | Danish Albums Chart      | 9  |
| Escocia           | Scottish Albums Chart    | 1  |
| Estados Unidos    | Billboard 200            | 20 |
| Finlandia         | Finnish Albums Chart     | 17 |
| Francia           | French Albums Chart      | 40 |
| Irlanda           | Irish Albums Chart       | 1  |
| Italia            | Italian Albums Chart     | 16 |
| Noruega           | Norwegian Albums Chart   | 1  |
| Nueva Zelanda     | New Zealand Albums Chart | 4  |
| Países Bajos      | Dutch Albums Top 100     | 10 |
| Reino Unido       | UK Albums Chart          | 1  |
| República Checa   | Czech Albums Chart       | 10 |
| Suecia            | Swedish Albums Chart     | 7  |
| Suiza             | Swiss Albums Chart       | 3  |

### Anuales
| Australia         | Australian Albums Chart  | 41  |
| Bélgica (Flandes) | Ultratop 200 Albums      | 71  |
| Canadá            | Canadian Albums          | 42  |
| Dinamarca         | Danish Albums Chart      | 34  |
| Estados Unidos    | Billboard 200            | 136 |
| Francia           | French Albums Chart      | 160 |
| Irlanda           | Irish Albums Chart       | 1   |
| Noruega           | Norwegian Albums Chart   | 7   |
| Nueva Zelanda     | New Zealand Albums Chart | 34  |
| Reino Unido       | UK Albums Chart          | 1   |
| Suecia            | Swedish Albums Chart     | 23  |
| Suiza             | Swiss Albums Chart       | 52  |

| Alemania          | German Albums Chart      | 71  |
| Australia         | Australian Albums Chart  | 18  |
| Austria           | Austrian Albums Chart    | 45  |
| Bélgica (Flandes) | Ultratop 200 Albums      | 16  |
| Bélgica (Valonia) | Ultratop 200 Albums      | 113 |
| Canadá            | Canadian Albums          | 6   |
| Dinamarca         | Danish Albums Chart      | 10  |
| Estados Unidos    | Billboard 200            | 24  |
| Irlanda           | Irish Albums Chart       | 2   |
| Italia            | Italian Albums Chart     | 43  |
| Noruega           | Norwegian Albums Chart   | 3   |
| Nueva Zelanda     | New Zealand Albums Chart | 3   |
| Países Bajos      | Dutch Albums Top 100     | 12  |
| Reino Unido       | UK Albums Chart          | 1   |
| Suecia            | Swedish Albums Chart     | 10  |
| Suiza             | Swiss Albums Chart       | 33  |

### Certificaciones
| Territorio    | Organismo certificador | Certificación | Ventas certificadas | Ref.   |
| ------------- | ---------------------- | ------------- | ------------------- | ------ |
| Australia     | ARIA                   | Oro           | 35 000              | [ 62 ] |
| Canadá        | CRIA                   | 2× Platino    | 160 000             | [ 63 ] |
| Dinamarca     | IFPI — Dinamarca       | Platino       | 20 000              | [ 64 ] |
| Francia       | SNEP                   | Oro           | 50 000              | [ 65 ] |
| Italia        | FIMI                   | Oro           | 25 000              | [ 66 ] |
| Noruega       | IFPI — Noruega         | Platino       | 20 000              | [ 67 ] |
| Nueva Zelanda | RMNZ                   | 3× Platino    | 45 000              | [ 68 ] |
| Países Bajos  | NVPI                   | Oro           | 20 000              | [ 69 ] |
| Reino Unido   | BPI                    | 4× Platino    | 1 200 000           | [ 13 ] |